# Valentine Bourgeois
Pour les articles homonymes, voir Bourgeois.
Valentine Bourgeois, née le 11 octobre 1986 à Verviers, est une femme politique belge wallon, membre du Centre démocrate humaniste.
De formation AESI Sciences humaines, elle est enseignante.

## Fonctions politiques
- Députée wallonne et de la Communauté française de Belgique :
  - depuis le 16 janvier 2019 en remplacement de Marie-Martine Schyns.
- Conseillère communale de Theux de 2012 à 2015

## Sources
- Fiche sur Parlement FWB
- Fiche sur Parlement wallon